# Clã Colville
O Clã Colville é um clã escocês da região das Terras Baixas, Escócia.
O atual chefe é Charles Mark Townshend Colville, 5º Visconde Colville de Culross